# Groupe de Schützenberger
En algèbre générale, et notamment en théorie des demi-groupes, le groupe de Schützenberger est un groupe associé à une {\displaystyle {\mathcal {H}}}-classe, au sens des relations de Green d'un demi-groupe. Les groupes de Schützenberger de deux 
{\displaystyle {\mathcal {H}}}-classes d'une même {\displaystyle {\mathcal {D}}}-classe sont isomorphes. Si une {\displaystyle {\mathcal {H}}}-classe est un groupe, le groupe de Schützenberger de cette {\displaystyle {\mathcal {H}}}-classe est isomorphe à cette classe. 
Il y a en fait deux groupes de Schützenberger associés à une {\displaystyle {\mathcal {H}}}-classe donnée; ils sont anti-isomorphes l'un de l'autre.
Les groupes de Schützenberger ont été décrits par Marcel-Paul Schützenberger en 1957. Ils ont été nommés ainsi dans le livre de Alfred H. Clifford et Gordon Preston,.

## Le groupe de Schützenberger
Soit  {\displaystyle S} un demi-groupe. On définit {\displaystyle S^{1}} comme étant égal à {\displaystyle S} si {\displaystyle S} est un monoïde, sinon égal à {\displaystyle S\cup \{1\}}, où {\displaystyle 1} est un élément neutre ajouté, donc vérifiant {\displaystyle a1=1a=a} pour tout {\displaystyle a} de {\displaystyle S^{1}}. 
La relation de Green {\displaystyle {\mathcal {H}}} est définie comme suit. Soient {\displaystyle a} et {\displaystyle b} deux éléments de {\displaystyle S}. Alors  
{\displaystyle a{\mathcal {H}}b} si et seulement s'il existe {\displaystyle x,y,z,t} dans {\displaystyle S^{1}} tels que {\displaystyle xa=yb} et {\displaystyle az=bt}.
La {\displaystyle {\mathcal {H}}}-classe d'un élément {\displaystyle a} est notée {\displaystyle H(a)}. C'est l'ensemble des éléments {\displaystyle b} de {\displaystyle S} tels que  {\displaystyle a{\mathcal {H}}b}. 
Soit {\displaystyle H} une {\displaystyle {\mathcal {H}}}-classe de {\displaystyle S}. Soit {\displaystyle T(H)} l’ensemble des éléments {\displaystyle t} de {\displaystyle S^{1}} tels que {\displaystyle Ht} est un sous-ensemble de {\displaystyle H}. Chaque {\displaystyle t} de {\displaystyle T(H)} définit une transformation, notée {\displaystyle \gamma _{t}:H\to H} de {\displaystyle H} dans lui-même qui envoie un élément {\displaystyle h} sur {\displaystyle ht} :
{\displaystyle \gamma _{t}:h\mapsto ht}.
L'ensemble {\displaystyle \Gamma (H)} de ces transformations est en fait un groupe pour la composition des fonctions, considérées comme opérant à droite ({\displaystyle \gamma _{ts}=\gamma _{t}\circ \gamma _{s}}). C'est le groupe de Schützenberger associé à la {\displaystyle {\mathcal {H}}}-classe  {\displaystyle H}. L'autre groupe de Schützenberger est le groupe des multiplications à droite {\displaystyle \delta _{t}:h\mapsto th}.

## Exemples
Toute {\displaystyle {\mathcal {H}}}-classe {\displaystyle H} a la même cardinalité que son groupe de Schützenberger {\displaystyle \Gamma (H)}.
Si {\displaystyle H}  est un sous-groupe maximal d'un monoïde {\displaystyle M}, alors {\displaystyle H} est une {\displaystyle {\mathcal {H}}}-classe et est canoniquement isomorphe à son groupe de Schützenberger.

## Applications
Un certain nombre de propriétés algébriques des monoïdes se reflètent dans leur groupe de 
Schützenberger. Ainsi, un monoïde qui a un nombre fini d'idéaux à gauche et à droite est finiment présenté, ou simplement finiment engendré si et seulement si tous ses groupes de Schützenberger le sont.